# سيكلوسيرين
سيكلوسيرين (بالإنجليزية: Cycloserine) هو حمض أميني مع بنية غير عادية. وهو صلب عديم اللون يتم انتاجه من قبل بعض البكتيريا. وقد ظهر على أنه من الأدوية التي تباع تحت اسم العلامة التجارية "Seromycin". وهو مضاد حيوي فعال ضد  المتفطرة السلية . منذ اكتشافه تاكد أن السيكلوسيرين قادر على التغلغل في الجهاز العصبي المركزي، وقد أجريت العديد من الدراسات لتقييم فعالية السيكلوسيرين بشأن الاضطرابات النفسية. وقد وجد أنه فعال في علاج بعض الاضطرابات العصبية  المستحضرات الصيدلانية التي توجد منه كبسولات 250 ملغ.

## الخواص الكيميائية
في ظل ظروف العادية معتدل الحمضية، سيكلوسيرين يتحلل بالماء لإعطاء هيدروكسيل وD-serine

## استخدامات المضادات الحيوية

### المؤشرات
لعلاج مرض السل، ويصنف السيكلوسيرين دواء الخط الثاني، أي يعتبر استخدامه فقط يمكن استخدام واحد أو أكثر من أدوية الخط الأول. وبالتالي، يقتصر السيكلوسيرين للاستخدام فقط ضد السلالات المتعددة والشديدة المقاومة للأدوية والمقاومة للأدوية. السل  M.  وهناك سبب آخر للاستخدام المحدود لهذا الدواء هو الآثار الجانبية العصبية التي يسببها، لأنه قادرة على التغلغل في الجهاز العصبي المركزي (CNS) ويسبب الصداع، النعاس، اكتئاب، والدوخة، الدوار، والارتباك، مذل، تلعثم، والتهيج المفرط، الذهان، التشنجات، والاهتزاز (الهزات).
1. يشرك مع غيره لعلاج التدرن الرئوي وخارج الرئوي.
2. علاج إنتانات السبيل البولي الحادة الناجمة عن الإيشيريشيا كولي أو الإنتيروباكتر عندما لا تفيد الصادات الأخرى الأقل سمية أو عندما يوجد مضاد استطباب لاستخدامها.

## آليته
يثبط عملية تصنيع جدار الخلية الجرثومية بالتنافس مع الحمض الأميني د-ألانين على المشاركة في تصنيعه، يعد قاتلاً جرثومياً أحياناً ومثبتاً في حالات أخرى.

## الحرائك الدوائية
- الامتصاص: 70-90% يمتص عبر الفم.
- التوزع: يعبر المشيمة ويظهر في حليب الثدي، ينتشر بشكل واسع إلى أنسجة الجسم وسوائله بما فيها السائل الدماغي الشوكي والصفراء والقشع والنسيج اللمفاوي والرئتين وسائل الحبن والسائل المفصلي وسائل الجنب.
- العمر النصفي:10 ساعات عندما تكون الوظيفة الكلوية طبيعية.
- الاستقلاب: يستقلب في الكبد بشكل ملحوظ.
- يصل تركيزه المصلي لذروته خلال 3-4 ساعات من تناوله عبر الفم.
- الإطراح: 60-70% من الجرعة المتناولة عبر الفم يطرح مع البول بآلية الرشح الكبي غير متبدل على مدى 72ساعة، يرح جزء صغير مع البراز ويستقلب الباقي.
- ينتمي لأدوية المجموعة C
- مضادات الاستطباب فرط الحساسية له أو لأحد مكوناته.

## الآثار الجانبية
- تحدث بنسبة 1-10:
- عصبية مركزية: نعاس، صداع.

- تحدث بنسبة تقل عن 1%:
- قلبية وعائية: لا نظميات قلبية.
- عصبية مركزية: دوام، دوار، اختلاجات، تخليط، نفاس، سبات، خزل.
- جلدية: طفح.
- كبدية: ارتفاع تراكيز الخمائر الكبدية.
- عصبية عضلية: رعاش.
- متنوعة: عوز فيتامين ب12.

## التداخلات الدوئية
1. تزداد سميته نتيجة تناول الكحول أو الإيزونيازيد أو الإيثوناميد.
2. يثبط المحضر استقلاب الفينتوئين في الكبد.

## تحذيرات
يستخدم بحذر عند المريض المصاب بالصرع أو الاكتئاب أو القلق الشديد أو النفاس أو القصور الكلوي الشديد أو الكحولية المزمنة.

## الجرعة
- الأطفال (فموي): 10-20 ملغ/كغ/يوم تقسم على دفعتين لمدة 18-24شهر، الجرعة القصوى 1000مغ/يوم.
- البالغين (فموي): 250ملغ كل 12 ساعة لمدة 14 يوم، ثم 500ملغ -1000ملغ/يوم تقسم على دفعتن لمدة 18-24شهر، الجرعة القصوى 1000ملغ/يوم.
- يجب تعديل جرعته عند المريض المصاب باضطراب الوظيفة الكلوية:

1. تصفية الكرياتينين 10-50مل/د: يعطى بفواصل 12-24ساعة.
2. تصفية الكرياتينين أقل من 10مل/د: يعطى بفواصل 24 ساعة.

- ييمكن الوقاية من بعض تأثيراته السامة العصبية وعلاجها بإشراكه مع محضر بيريدوكسين.

### فرط الجرعة والتسمم
- تخليط وتثبيط الجملة العصبية المركزية وفاس وسبات واختلاجات.
- يستطب استخدام الفحم الفعال لتقليل امتصاصه، يمكن اللجوء إلى الديلزة الدموية، العلاج أعراضي.
- يعطى المريض 100-300 ملغ/يوم من محضر بيريدوكسين لتخفيف نسبة التأثيرات السامة العصبية، يمكن أن تحدث سمية حادة عند تناول أكثر من 1غ منه.